# Maria Nazaré
Maria Nazaré seria uma telenovela brasileira produzida e exibida pela Rede Tupi em 1980. Escrita por Teixeira Filho com a colaboração de Cleston Teixeira e dirigida por Carlos Zara, a trama chegou a ter cenas gravadas, mas não estreou devido à suspensão e ao posterior cancelamento de produções de teledramaturgia da emissora, que passava por uma grave crise financeira, afetando outras novelas em andamento. O folhetim seria protagonizado por Eva Wilma e Carlos Augusto Strazzer.
Foram gravados 15 capítulos, estando todos preservados e sob a guarda da Cinemateca Brasileira, apesar de nunca terem sido exibidos.

## Produção e cancelamento
Maria Nazaré era escrita por Teixeira Filho com a colaboração de seu filho Cleston Teixeira, que realizou durante o ano de 1979 um trabalho de pesquisa na região Nordeste do Brasil para formular a trama, entrevistando cangaceiros e pesquisadores, fotografando e visitando museus com objetos que retratavam o cangaço. O relatório com o material coletado foi entregue por Cleston ao diretor artístico da Rede Tupi Cyro Del Nero. Atores começaram a ser preparados para representar a linguagem característica do Nordeste e figurinos foram confeccionados em grande número. Uma cidade cenográfica foi construída em Itu, no estado de São Paulo, e algumas cenas a serem utilizadas na abertura e em chamadas de divulgação do folhetim foram gravadas.
Em janeiro de 1980, artistas e técnicos da Tupi, que atravessava uma grave crise financeira, moveram uma greve devido ao não pagamento de seus salários. No mesmo mês, o diretor do núcleo de novelas Antônio Abujamra comunicou a suspensão das gravações, afetando outras duas produções: Como Salvar Meu Casamento, iniciada em 1979, que seria substituída por Maria Nazaré na faixa das 20 horas, saiu do ar faltando exibir vinte capítulos para ser concluída, e Drácula, uma História de Amor foi interrompida com apenas quatro capítulos exibidos. Em 12 de fevereiro, todo o elenco de dramaturgia da emissora foi demitido e o núcleo, desativado. Assim, a trama de Teixeira Filho sequer chegou a ser transmitida, e A Viagem (1975–76) foi escalada para reprise no horário.

## Sinopse
Em uma entrevista, Cleston Teixeira disse que a novela "era a história da moça da cidade que vai para o campo em busca de um caminho espiritual e encontra no amor por um líder de um grupo cangaceiro o caminho para exercer com as próprias mãos a justiça divina". Os protagonistas eram Maria Nazaré (Eva Wilma) e Fogaréu (Carlos Augusto Strazzer).